# San-Martino-di-Lota
San-Martino-di-Lota (korziško San Martinu di Lota) je naselje in občina v francoskem departmaju Haute-Corse regije - otoka Korzika. Leta 2006 je naselje imelo 2.748 prebivalcev.

## Geografija
Kraj leži na severovzhodu otoka Korzike nad vzhodno obalo rta Cap Corse, 8 km severno od središča Bastie.

## Uprava
San-Martino-di-Lota je sedež istoimenskega kantona, v katerega sta poleg njegove vključeni še občini Santa-Maria-di-Lota in Ville-di-Pietrabugno s 7.271 prebivalci.
Kanton San-Martino-di-Lota je sestavni del okrožja Bastia.